# زاوية زرج أباد
زاوية زرج‌ أباد هي قرية في مقاطعة كوثر، إيران. يقدر عدد سكانها بـ 100 نسمة بحسب إحصاء 2016.